# 許菡芸
許菡芸（1992年4月27日—），臺灣政治人物，民主進步黨籍，生於臺北市，畢業於臺北市立第一女子高級中學、國立臺灣大學政治學、社會學雙學士。

## 從政
2014年參加太陽花學運，2015年從臺大畢業後在臺北市雲轉大安好生活協會工作。

### 參選台北市議員
2018年3月29日，許菡芸宣布代表社會民主黨參加臺北市第五選舉區（中正區、萬華區）議員選舉，為該區19位候選人中年紀最小的一位，最後並未當選。

### 加入邱威傑議員團隊
許菡芸在2018年議員選舉落敗後，於當年12月應時任台北市議員邱威傑之邀加入其團隊，擔任選服主任一職。透過議員首創的「選服魔鏡號」系統累計協助2000件以上的陳情案件，並在去隱私化後公開回應及進度，供所有市民線上查詢。在隔年與邱威傑一同加入歡樂無法黨。

### 加入民進黨
2021年10月12日，許菡芸稱已於9月離開邱威傑議員辦公室，將以民主進步黨籍參選台北市第二選舉區（南港區、內湖區）市議員黨內初選，落敗。後任立委范雲、洪申翰辦公室顧問。
2022年7月17日，民進黨舉行第20屆全國黨員代表大會，許菡芸當選中央執行委員。並被排入2024年立法委員選舉民進黨不分區第31名。

## 選舉紀錄
| 年度 | 選舉屆數               | 選舉區                                 | 所屬政黨      | 得票數    | 得票率 | 當選標記 | 備註 |
| ---- | ---------------------- | -------------------------------------- | ------------- | --------- | ------ | -------- | ---- |
| 2018 | 第十三屆臺北市議員選舉 | 臺北市第五選舉區                       | 社 社會民主黨 | 5,898     | 3.29%  |          |      |
| 2024 | 第十一屆立法委員選舉   | 全國不分區及僑居國外國民立法委員選舉區 | 民主進步黨    | 4,982,062 | 36.16% |          |      |